# Бадин, Фёдор Степанович
Фёдор Степа́нович Ба́дин (20 апреля 1925 — 12 ноября 1990) — участник Великой Отечественной войны, огнемётчик 8-го отдельного огнемётного батальона 5-й ударной армии 1-го Белорусского фронта, красноармеец. Герой Советского Союза (15.05.1946), старший сержант запаса с 1947 года.

## Биография
Родился 20 апреля 1925 года в деревне Останкино (ныне село городского округа Бор Нижегородской области) в семье крестьянина. Русский. В 1939 году окончил семь классов школы в родном селе, затем ремесленное училище в городе Горьком (ныне — Нижний Новгород). Начал работал рулевым на судне Волжского пароходства. С началом войны вернулся в село, работал в колхозе «Красное знамя» сначала в поле, затем, окончив курсы, трактористом.
В 1943 году был призван в Красную армию Борским райвоенкоматом. В запасном полку прошёл военную подготовку. В боях Великой Отечественной войны с января 1944 года. Участвовал в разгроме немцев под Ленинградом, в первом бою в районе города Луга был ранен. Вернувшись на фронт, освобождал Псков, Тарту, Ригу. К февралю 1945 года красноармеец Бадин — огнемётчик 8-го отдельного огнемётного батальона. Форсировал Одер, сражался на Кюстринском плацдарме. Особо отличился при штурме Берлина.
В ночь с 1 на 2 мая 1945 года, после того как саперы сделали проход в минном поле перед зданием министерства вооружения, красноармеец Бадин первым поднялся в атаку, и, увлекая за собой бойцов, первым ворвался в здание. В завязавшемся бою из штатного оружия уничтожил 5 солдат противника. В результате штурма министерства было взято в плен до 1000 немецких солдат и офицеров, захвачено во дворе 4 танка, 25 бронетранспортеров и 100 автомашин с военным имуществом. В дальнейших уличных боях, действуя в составе штурмовой группы, в рукопашной схватках уничтожил до десятка гитлеровцев. В критический момент боя фаустпатроном подбил тяжёлый танк, чем способствовал продвижению стрелковых подразделений.
Указом Президиума Верховного Совета СССР от 15 мая 1946 года за образцовое выполнение боевых заданий командования на фронте борьбы с немецкими захватчиками и проявленные при этом мужество и геройство красноармейцу Бадину Фёдору Степановичу присвоено звание Героя Советского Союза с вручением ордена Ленина и медали «Золотая Звезда» (№ 2868).
В феврале 1947 года уволен в запас в звании старшего сержанта. Вернулся на родину в Борский район. В селе Рожново заведовал клубом, а затем пекарней. В 1953 году вступил в КПСС. Несколько лет работал слесарем по ремонту оборудования и мастером машинного доения в совхозе «Роткинский» Борского района. В 1963 году переехал в город Мурманск, где работал слесарем в домостроительном комбинате.
Последние годы, вернувшись на родину, жил в городе Бор. Скончался в 1990 году. Похоронен в селе Рожново Борского района.

## Награды
- Медаль «Золотая Звезда» Героя Советского Союза (№ 2868)
- Орден Ленина
- Орден Отечественной войны I степени
- Медали, в том числе:
  - Медаль «За взятие Берлина»
  - Медаль «За победу над Германией в Великой Отечественной войне 1941—1945 гг.»
  - Юбилейная медаль «Двадцать лет Победы в Великой Отечественной войне 1941—1945 гг.»
  - Юбилейная медаль «Тридцать лет Победы в Великой Отечественной войне 1941—1945 гг.»
  - Юбилейная медаль «Сорок лет Победы в Великой Отечественной войне 1941—1945 гг.»

## Память
- Похоронен на сельском кладбище в деревне Рожново Городского округа город Бор Нижегородской области.